# Johanna Martini
Johanna Martini (* 27. Dezember 2004) ist eine österreichische Radsportlerin, die auf Straße und Bahn Rennen bestreitet.

## Sportlicher Werdegang
2021 wurde Johanna Martini österreichische Meisterin der Elite im Sprint und im Zeitfahren auf der Bahn sowie nationale Junioren-Meisterin im Einzelzeitfahren auf der Straße. Sie startete bei den Straßen-Weltmeisterschaften und belegte im Straßenrennen der Junioren Rang 55, im Einzelzeitfahren bei den Europameisterschaften Rang 34. Im Jahr darauf wurde sie nationale Junioren-Straßenmeisterin. 2023 erhielt sie einen Vertrag beim UCI Continental Team Hess Cycling Team, für das sie zwei Jahre lang fuhr.
2025 wurde Martini Dritte der österreichischen U23-Straßenmeisterschaft und Vierte im Einzelzeitfahren.

## Erfolge

### Bahn
2021
- Österreichische Meisterin – Sprint, Zeitfahren

### Straße
2021
- Österreichische Junioren-Meisterin – Einzelzeitfahren

2022
- Österreichische Junioren-Meisterin – Straßenrennen